# Melanerpes pygmaeus
Melanerpes pygmaeus е вид птица от семейство Picidae.

## Разпространение
Видът е разпространен в Белиз, Мексико и Хондурас.